# Gwiazdozbiór Kameleona
Kameleon (łac. Chamaeleon, dop. Chamaeleontis, skrót Cha) – jedna z mniej wyraźnych konstelacji nieba południowego. Liczba gwiazd dostrzegalnych nieuzbrojonym okiem: około 20. Jest to jeden z najmniejszych gwiazdozbiorów (79. pod względem wielkości). W Polsce niewidoczny.
Konstelacja ta została wprowadzona przez nawigatorów holenderskich Pietra Dirksza Keysera oraz Fredricka de Houtmana pod koniec XVI wieku. W 1598 na mapie gwiazd Petrus Plancius wpasował w ten gwiazdozbiór postać kameleona, jaszczurki, która potrafi zmieniać kolor. Po raz pierwszy opisana w Uranometrii Johanna Bayera w 1603 roku. Od czasów Bayera zawartość konstelacji nie uległa poważniejszym zmianom.

## Pochodzenie nazwy
Do XVII wieku astronomowie nie uznawali gwiazd tworzących Kameleona za osobny gwiazdozbiór, co tłumaczy brak powiązań z mitologią. Kameleon to gwiazdozbiór nowożytny, nie wiążą się więc z nim żadne mity. Wyobraża afrykańską nadrzewną jaszczurkę, słynącą z umiejętności dostosowywania się barwą do otoczenia. Na niektórych dawnych mapach pokazywano go jako kameleona polującego na położoną w pobliżu muchę (Gwiazdozbiór Muchy).

## Gwiazdy Kameleona
Główne gwiazdy konstelacji tworzą długi cienki kształt rombu, której dłuższe boki wyciągnięte są wzdłuż linii wschód-zachód. Środek figury leży na południe od punktu pomiędzy głównymi gwiazdami Muchy i Miaplacidusem, jasną gwiazdą w Kilu. Żadna z gwiazd nie jest szczególnie jasna, ale pięć najjaśniejszych z nich ma wielkość pomiędzy 4,05 i 4,45.
- Na zachodnim krańcu rombu znajduje się Alfa Kameleona, gwiazda podobna do Słońca. Ma typ widmowy F5 oraz masę o około 50% większą od masy Słońca, świeci z odległości 63,5 lat świetlnych[1].
- Delta (δ) Chamaeleontis to szeroka para gwiazd niezwiązanych ze sobą. Jaśniejsza gwiazda, niebieskawa δ2 Cha (4,4m), jest układem spektroskopowo podwójnym, natomiast δ1 Cha (5,5m) to świecący na pomarańczowo olbrzym.
- Inny układ podwójny to ε Cha – ciasny układ o składnikach odległych o 0,9 sekundy. R Cha to gwiazda zmienna typu Mira Ceti zmieniająca jasność w przedziale 7,5 ÷ 14m w ciągu 334 dni.
- Natomiast z gwiazdą η Cha związana jest gromada otwarta, złożona z zaledwie 12 gwiazd, które zaobserwowano w 1999 roku. To gwiazdy relatywnie młode, o wieku do ośmiu milionów lat, odległe o około 316 lat świetlnych. Odkryte dzięki intensywnemu świeceniu w promieniach rentgenowskich.

## Interesujące obiekty
Konstelacja jest dość daleko od płaszczyzny Drogi Mlecznej, gdzie znajduje się większość obszarów tworzenia gwiazd.
- Najdalej wysunięty na południe jasny obiekt pozagalaktyczny NGC 3195 to mgławica planetarna o jasności 11,6m,rozmiarze kątowym zbliżonym do Jowisza i odkryta przez angielskiego astronoma Johna Herschela w 1835. Znajduje się w połowie odległości między gwiazdami δ a ζ Cha i około 5500 lat świetlnych od nas. Możliwa do obserwacji przez teleskop o średnicy 10 centymetrów.
- Z kolei NGC 2915 to najjaśniejsza galaktyka w Kameleonie. W 20-centymetrowym teleskopie można dostrzec jej mały zamglony owal[1].
- W gwiazdozbiorze znajdują się obłoki molekularne, w których materia zapada się, tworząc młode, mało masywne gwiazdy typu T Tauri. Obłoki znajdują się w odległościach 400-600 lat świetlnych od Słońca. Charakterystycznym obiektem związanym z tymi gwiazdami jest mgławica refleksyjna IC 2631. Jest to najjaśniejsza część obłoku molekularnego gwiazdozbioru[3].